# 百马乡
百马乡，是中华人民共和国广西壮族自治区河池市大化瑶族自治县下辖的一个乡镇级行政单位。

## 行政区划
百马乡下辖以下地区：
百马村、坡楼村、永靖村、中和村、下和村、六任村、登排村、科优村、孟豆村和同社村。